# فابيان كويرو
فابيان كويرو (بالإسبانية: Fabián Cuero)‏ هو لاعب كرة قدم كولومبي في مركز الهجوم، ولد في 7 يناير 1994 في Pradera ‏ في كولومبيا. لعب مع سبورتينغ براغا.

## وصلات خارجية
- فابيان كويرو على موقع قاعدة بيانات كرة القدم.إي يو (الإنجليزية)
- فابيان كويرو على موقع Soccerway.com (الإنجليزية)